# Eastleigh F.C.
Eastleigh Football Club - klub piłkarski z siedzibą w Eastleigh. Obecnie rozgrywa mecze na poziomie National League.

## Historia
Klub został założony 22 maja 1946 roku. Z początku nazywał się Swaythling Athletic. Po dwóch sezonach w Southampton Senior League, klub w 1950 r. awansował do Hampshire League, w której w ciągu zaledwie roku zajęli 1. miejsce.
W sezonie 1955/1956 brali udział w Hampshire League Division 1. Po spadku powrócili na ten szczebel rozgrywek w   1970 r. po zdobyciu mistrzostwa Division 2. W 1980 r. klub zmienił nazwę na Eastleigh F.C. i stał się współzałożycielem Wessex League w 1986 r.
W sezonie 2002/2003 klub wygrał Wessex Legue, tym samym awansując do Division One East of the Southern League. Sezon później awanowali do Division 1. Isthmian League skąd dostali się do Conference South. Drużyna spędziła tam 9 sezonów kilka razy ocierając się o awans. W międzyczasie, wygrali Hampshire Senior Cup w sezonie 2011/2012 i bardzo zaskakujący wystąp w FA Cup.
W 2014 roku, klub zdobył tytuł Skrill Soth i awans do National League. Obecnie rozgrywa 10 sezon na tym szczeblu rozgrywkowym.